# サービス可能で利用可能な市場規模
サービス可能で利用可能な市場規模 (英: serviceable addressable market,  serviceable available market, SAM）は、実際に到達できる獲得可能な最大市場規模（TAM）の一部である。 

## 概要
サービス可能で利用可能な市場規模は、企業の既存のコアコンピテンシーおよび/または過去のパフォーマンス内に存在する市場機会としてより明確に定義される。 SAMを計算する際の最大の考慮事項は、企業がサービスを提供できるのは、現在の顧客ベースに直接隣接する市場のみである可能性が高いということである。以下がその例である。
- ヘルスケア市場でニッチなソリューションプロバイダーになることを計画している会社を考えてみよう。市場拡大への多額の投資なしに、同社が製造業で市場シェアを迅速に獲得できる可能性は低い。
- サービスプロバイダが既存のインフラストラクチャへの投資を行っている既存企業が支配する新しい市場に拡大している電気通信業界では、既存企業がその市場への参入障壁を高めているため、市場分析の結果、その市場をサービス可能とは見なさない。